# Mike van Diem
Mike van Diem (* 1959 in Sittard) ist ein niederländischer Filmregisseur und Drehbuchautor. Sein Spielfilm Karakter (1997) gewann den Oscar in der Kategorie Bester fremdsprachiger Film.

## Jugend
Van Diem wurde in Sittard geboren. Er studierte in Utrecht und wurde dort Mitglied der Studentenverbindung C.S. Veritas. Nach einer langen Studentenzeit absolvierte er 1989 die Nederlandse Film en Televisie Academie.

## Auszeichnungen
1990 gewann Van Diem den Student Academy Award für den Film Alaska als bester fremdsprachiger Studentenfilm in der Kategorie Drama. Für denselben Film gewann er ebenfalls ein Goldenes Kalb.
Der bekannteste Film von Mike van Diem ist Karakter. Dieser Film gewann 1998 einen Oscar, den er dem im Jahr zuvor verstorbenen Coen van Vrijberghe de Coningh widmete. Daneben gewann Van Diem unter anderem 1997 den „Grand Prix“ des Paris Film Festivals, den „Grand Jury Prize“ des American Film Institutes und den „Director’s Week Award“ von Fantasporto.

## Filmografie (Auswahl)
- 1988: De andere kant
- 1989: Alaska
- 1993: Flodder
- 1993: Pleidooi
- 1997: Karakter
- 2015: De Surprise

| Personendaten    | Personendaten                                    |
| ---------------- | ------------------------------------------------ |
| NAME             | Diem, Mike van                                   |
| KURZBESCHREIBUNG | niederländischer Filmregisseur und Drehbuchautor |
| GEBURTSDATUM     | 1959                                             |
| GEBURTSORT       | Sittard, Niederlande                             |